# Rojas (Buenos Aires)
Rojas is een plaats in het Argentijnse bestuurlijke gebied Rojas in de provincie Buenos Aires. De plaats telt 18.708 inwoners.

## Geboren in Rojas
- Ernesto Sábato (1911-2011), schrijver en wetenschapper